# Instituto Nacional de las Mujeres (México)
El Instituto Nacional de las Mujeres (INMUJERES) fue un organismo descentralizado dependiente de la Presidencia de México. Su principal objetivo es la promoción y el fomento de la igualdad de género, así como garantizar el respeto a los derechos de las mujeres y su participación equitativa en la vida política, cultural, económica y social del país.
Fue creado el 12 de enero de 2001 por decreto del presidente Vicente Fox.

## Logotipos

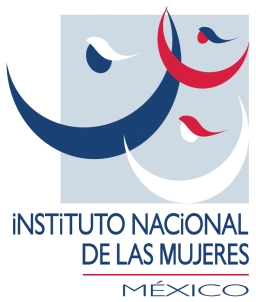
Logotipo durante la presidencia de Felipe Calderón (2006-2012)

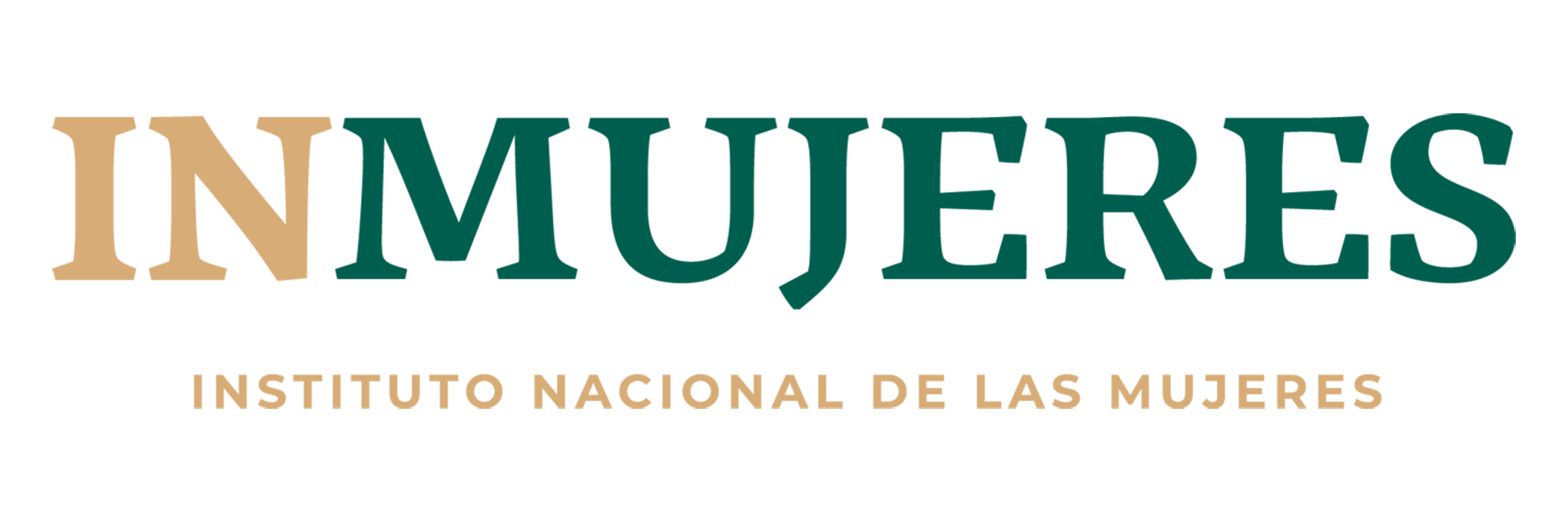
Logotipo durante la presidencia de Andrés Manuel López Obrador (2018-2024)

## Historia
Publicado el decreto para su creación en el Diario Oficial de la Federación (DOF) el 12 de enero de 2001, su antecedente es el Programa Nacional de Integración de la Mujer al Desarrollo de 1980 y la comisión de 1985 para Tercera Conferencia Mundial sobre la Mujer.
En 2020 la CNDH hizo un llamado a instituciones de las cuales INMUJERES fue parte, para que se realizara el monitoreo del cumplimiento del mandato constitucional en materia de derechos del Congreso local del Estado de Morelos. 
Se contempla que para el próximo sexenio de la presidenta electa Claudia Sheinbaum el Instituto Nacional de las Mujeres se convertirá en la Secretaría de las Mujeres. 

## Programas
Contiene programas como:
- Mujer y Medio Ambiente
- Prevención de la trata de personas
- Fortalecimiento a la Transversalidad de la Perspectiva de Género
- Fondo proequidad
- Modelo de equidad de género

El Instituto cuenta con un centro de documentación para facilitar el acceso a la información actualizada, confiable y oportuna para contribuir en el análisis de la situación de las mujeres (historia y problemáticas) y con ello en el cambio hacia una sociedad de igualdad para mujeres y hombres.
El Centro de Documentación resguarda información bibliográfica, hemerográfica, audiovisual y digital.

## Lista de sus presidentas
- Citlalli Hernández (1 de octubre-31 de diciembre de 2024)
- Nadine Gasman (20 de febrero de 2019-30 de septiembre de 2024)
- Lorena Cruz Sánchez (1 de enero de 2013-19 de febrero de 2019)
- Laura Salinas Beristáin
- Patricia Espinosa (13 de enero de 2001-21 de marzo de 2001).[9]